# آنتونیو کاردارلی
آنتونیو کاردارلی (انگلیسی: Antonio Cardarelli؛ ‏ ۲۹ مارس ۱۸۳۱ – ۸ ژانویهٔ ۱۹۲۷) پزشک و آسیب‌شناس اهل پادشاهی ایتالیا بود. وی فارغ‌التحصیل رشتهٔ پزشکی در سال ۱۸۵۳ در دانشگاه فدریکو دوم بود. نشانه کاردارلی نامش را از او می‌گیرد و «بیمارستان آنتونیو کاردارلی» و «خیابان آنتونیو کاردارلی» در ناپل نیز به افتخار او نامگذاری شده است.